# Consonancia y disonancia
Los conceptos de consonancia y disonancia hacen referencia a la cualidad de una serie de sonidos (intervalos, acordes, etc.) según el grado de acomodamiento o de tensión entre ellos. Se trata de conceptos que han ido variando junto con los cánones, las reglas y los estilos para componer música. La evolución de la música poco a poco ha ido acostumbrando el oído de las personas a diferentes intervalos y armonías, por lo cual gradualmente se han ido aceptando más intervalos como consonantes y se han empezado a utilizar intervalos más disonantes para crear tensión. Desde principios del siglo XX muchos compositores han aceptado el concepto schoenbergiano de la "disonancia emancipada”, en la que intervalos y acordes tradicionalmente disonantes pueden tratarse como entidades armónicas relativamente estables, funcionando de hecho como "consonancias superiores” o más remotas.

## Clasificación
Existen  numerosas clasificaciones, aunque hay un acuerdo generalizado en empezar a considerar el mayor grado de fusión o eufonía (consonancia) en la octava, como primer intervalo de la serie de armónicos, seguido de la quinta justa como los más consonantes (perfectos). Luego las consideradas consonancias imperfectas o suaves (terceras y sextas). Entre las disonancias las más suaves son la segunda mayor y la séptima menor y las más fuertes o ásperas, las séptimas mayores y segundas menores. El tritono (cuarta aumentada o quinta disminuida) siempre fue tratada de manera especial, y algunos autores lo clasifican como disonancia neutra, otros como semi-consonancia y otros lo dejan fuera de esta clasificación.
La cuarta justa ha sido motivo de discusión entre los teóricos a lo largo de los siglos. En la práctica, desde el siglo XV hasta el XIX los compositores han tratado la cuarta como una disonancia cuando esta se encuentra entre el bajo y alguna de las voces superiores (p.ej. en el acorde de cuarta y sexta), y como una consonancia cuando se trata de un intervalo entre voces superiores (p.ej. en el acorde de sexta).

## Historia y teorías
Pitágoras. El descubrimiento de las relaciones existentes entre la música, la matemática y la física se remontan al siglo VI antes de la era común, época en que la Escuela de Pitágoras realizó un exhaustivo estudio de la cuerda vibrante. Los descubrimientos de Pitágoras y sus discípulos fueron el punto de partida de todos los estudios posteriores de la armonía en la música y, sin lugar a  dudas, influyeron de forma importante en lo que hoy en día conocemos como la música del mundo occidental. A través de la teoría de la proporción, se demuestra que cuanto más sencilla es la relación de oscilación de dos tonos. tanto más consonante será su intervalo. En esta teoría no encajan las complejas relaciones vibratorias de la afinación temperada (p. ej. de la quinta consonante).
Tyndall (1893) afirma que cuanto más simple sea la relación de frecuencias de dos sonidos, más consonante será el intervalo que forman.
Helmholtz (1913). En su libro "Sobre las sensaciones de tono como base fisiológica para la teoría de la música" introduce por primera vez el concepto de consonancia sensorial como un efecto fisiológico basado en el fenómeno de los batidos o pulsaciones provocadas por la interferencia de los diversos tonos parciales de una mezcla de sonidos. A la vez, amplía el concepto de consonancia para aplicarlo al conjunto infinito de todos los intervalos posibles, teniendo en cuenta que todos sus antecedentes hacían referencia únicamente a los intervalos usados en la práctica.
Békésy (1960). Centra sus estudios sobre la consonancia en la dureza acústica. La existencia de los batidos puede crear una sensación desagradable, pero no en todas las ocasiones. Si la frecuencia de un batido es baja, el oído aprecia simplemente un trémolo, no una disonancia. Por el contrario, dos sonidos cuyas frecuencias difieren lo suficiente como para no producir pulsaciones audibles, pueden crear, al sonar juntos, una sensación de aspereza.
Stumpf (1898). La consonancia no la determina ni los armónicos ni las diferencias de sonidos, sino el grado de fusión de los intervalos que depende de la proporción simple de frecuencias. Para él, la fusión significa la tendencia de dos sonidos simultáneos a ser percibidos como unidad. Aunque años más tarde (1926), él mismo admite que esta conclusión es infundada y que esta relación no se puede considerar una explicación satisfactoria del fenómeno consonante.
Plomp-Levelt (1965). Luego de unos experimentos llegaron a la conclusión de que para sonidos complejos producidos por instrumentos musicales la consonancia se muestra como relación sencilla de frecuencias (apoyando la hipótesis de Helmholtz), y que estas relaciones están representadas por picos más afilados, lo que justifica que, por ejemplo, la octava y la quinta sean mucho más sensibles a una desviación de su correcta afinación. Dicen también que el grado de consonancia es bastante independiente de la frecuencia para un gran rango de la misma.
Kameoka y Kuriyagawa (1969). La consonancia entre dos frecuencias puras (no entre sonidos complejos) sólo depende de su alejamiento y en absoluto de otros factores como la proporción. Este descubrimiento supuso una cierta revolución, ya que el hecho de que en los sonidos musicales la proporción entre las frecuencias sí tenga influencia en la consonancia, se debe a que los sonidos naturales no son puros, sino complejos.